# Hyalonema clavigerum
Hyalonema clavigerum är en svampdjursart som beskrevs av Schulze 1886. Hyalonema clavigerum ingår i släktet Hyalonema och familjen Hyalonematidae. Inga underarter finns listade i Catalogue of Life.